# Boardman (Ohio)
Boardman és una concentració de població designada pel cens dels Estats Units a l'estat d'Ohio. Segons el cens del 2000 tenia 37.215 habitants.

## Demografia
Segons el cens del 2000, Boardman tenia 37.215 habitants, 15.955 habitatges, i 10.211 famílies. La densitat de població era de 902 habitants per km².
Dels 15.955 habitatges en un 25,8% hi vivien nens de menys de 18 anys, en un 51,6% hi vivien parelles casades, en un 9,6% dones solteres, i en un 36% no eren unitats familiars. En el 32,3% dels habitatges hi vivien persones soles el 14,4% de les quals corresponia a persones de 65 anys o més que vivien soles. El nombre mitjà de persones vivint en cada habitatge era de 2,3 i el nombre mitjà de persones que vivien en cada família era de 2,94.
Per edats la població es repartia de la següent manera: un 20,7% tenia menys de 18 anys, un 7,9% entre 18 i 24, un 26,3% entre 25 i 44, un 24,8% de 45 a 60 i un 20,4% 65 anys o més.
L'edat mediana era de 42 anys. Per cada 100 dones de 18 o més anys hi havia 84,9 homes.
La renda mediana per habitatge era de 40.935 $ i la renda mediana per família de 52.709 $. Els homes tenien una renda mediana de 39.826 $ mentre que les dones 25.575 $. La renda per capita de la població era de 22.757 $. Aproximadament el 3,6% de les famílies i el 5,2% de la població estaven per davall del llindar de pobresa.

## Poblacions properes
El següent diagrama mostra les poblacions més properes.